# アンドレイ・ヨルダン
アンドレイ・ヨルダン（ロシア語: Андрей Андреевич Иордан, ラテン表記: Andrey Andreyevich Iordan, 1934年12月22日 - 2006年1月20日）は、キルギス共和国の政治家。首相代行、対外貿易・産業相などを務めた。

## 経歴
サラトフ州ポドレスノフスキー地区クラルス村出身。工業専門学校とフルンゼ工科大学を卒業。
- 1950年～1964年 - エネルギー修理工場の鋳造工、班長
- 1964年～1972年 - カラ・スイスク自動車修理工場のプレス工、職長、工場長
- 1972年～1979年 - 南部生産自動車トラストの主任技師、管理官
- 1979年～1983年 - 自動車輸送・道路次官
- 1983年～1987年 - 国家石油製品保障委員会議長
- 1987年～1988年 - 自動車輸送・道路相
- 1988年～1991年 - 国家運輸・自動車道委員会議長
- 1989年～1991年 - 閣僚会議副議長（副首相）
- 1991年～1992年 - 内閣国家書記
- 1991年～1992年 - 首相代行
- 1992年～1993年 - 貿易・物的資源相
- 1993年～1994年 - 副首相兼産業・物的資源・貿易相
- 1994年～1996年 - 産業・貿易相
- 1996年 - 対外貿易・産業相

2006年1月まで首相顧問。

## パーソナル
- 妻帯、1女を有する。
- 「ダンク」メダルを受章。